# Lushnjë
Lushnjë es una ciudad en el centro-oeste de Albania. Está situada en el centro del distrito de Lushnjë, en el condado de Fier. 
Lushnjë fue fundada, según la tradición, por la viuda de un hombre turco. 
La ciudad tiene una población de cerca de 68.000 habitantes, siendo una de las más pobladas del país. 
En enero de 1920 fue elegido una capital provisional del Congreso y acogida por Lushnjë.

## Personajes nacidos en Lushnjë
- Vaçe Zela
- Margarita Xhepa
- Abdurrahman Roza Haxhiu
- Pavlina Mani
- Vath Koreshi
- Gëzim Hajdari
- Lindita Arapi
- Ilia Shyti
- Iljaz Çeço
- Kristaq Gogoni
- Artan Bano
- Rezart Dabulla
- Rey Manaj
- Hysni Zela
- Faslli Haliti
- Loni Papa
- Shpend Sollaku Noé
- Bajram Haxhiu
- Qemal bej Mullai
- Ferit bej Vokopola
- Nebi Efendi Sefa
- Luan Manahasa
- Gjergji Lala
- Anila Basha
- Luli Bitri